# Villers-en-Vexin
Villers-en-Vexin é uma comuna francesa na região administrativa da Normandia, no departamento de Eure. Estende-se por uma área de 6,23 km². Em 2010 a comuna tinha 313 habitantes (densidade: 50,2 hab./km²).